# Rybaki (Poznań)
Rybaki – część Poznania zlokalizowana w obrębie centrum (Osiedle Stare Miasto), pomiędzy ścisłym Starym Miastem a Wildą. Z reguły za teren Rybaków uważa się rejon między ulicami Półwiejską na zachodzie, Strzelecką na wschodzie oraz północy i Królowej Jadwigi na południu. Oś dzielnicy stanowi ulica Rybaki.

## Historia
Rybaki (Rybitwy) po raz pierwszy pojawiają się w zapisach  w 1441, jako osada służebna zamieszkała przez rybaków, poławiających ryby w przepływającej tutaj Strudze Karmelickiej (Karmelitańskiej) - dziś nieistniejącej (jeszcze wcześniej wspominani są piscatores nostri, czyli nasi rybacy w dokumencie Bolesława Pobożnego z 1267). Prawdopodobnie osada ta istniała nawet od XIII wieku i była wówczas wyspą, być może ukształtowaną sztucznie. Archaiczne, trójkątne centrum osady, której zrąb powstał prawdopodobnie w okresie kształtowania się państwa piastowskiego, czytelne jest do dziś na skrzyżowaniu ulic Rybaki i Strzałowej.
Do XVI wieku Rybaki pozostawały w jurydyce starościńskiej. W 1728 zapadł w Trybunale Radomskim wyrok przyznający miastu prawo pobierania pogłównego z tej jurydyki (w 1721 Poznań pozwał wszystkie otaczające go jurydyki o zapłatę zaległego z wielu lat pogłównego).
Znacząca przebudowa dzielnicy nastąpiła na przełomie XIX i XX w. Wtedy to zabudowano ten teren okazałymi 4- i 5-piętrowymi kamienicami w duchu secesji i historyzmu. W czasach zaborów ulica nosiła nazwę Fischerei.
Na Rybakach, a właściwie w dawnej osadzie Piaski, znajduje się zabytkowy, gotycki Kościół Bożego Ciała. Z kamienic wyróżnia się budynek przy ul. Kwiatowej 9, dekorowany motywami roślinnymi. Według Marcina Libickiego jest to jeden z laboratoryjnych przykładów sztuki dekoracyjnej początku XX wieku. W 1927 przy ulicy Rybaki wzniesiono dom dla samotnych według projektu Jerzego Tuszowskiego.
Przy ul. Rybaki mieści się też część obiektów AWF Poznań.
11 czerwca 2021 roku na skwerze znajdującym się u zbiegu ulic Rybaki i Strzałowej odsłonięto pomnik upamiętniający Bohdana Smolenia.

## Gospodarka
Dzielnica obecnie ma charakter mieszkalno-handlowo-usługowy. W wielu kamienicach otwierane są puby, restauracje oraz obiekty noclegowe. Wpływ na to ma m.in. bliskość deptaku na ul. Półwiejskiej i Starego Browaru. Rybaki zachowały dotąd indywidualny charakter i nie podlegały znaczącym modernizacjom.

## Komunikacja
Ulicą Strzelecką przebiega jeden z bardziej malowniczych odcinków poznańskiej sieci tramwajowej (linie 2, 9). Trasa wije się wśród starej zabudowy. W centrum dzielnicy znajduje się przystanek Łąkowa. Również ulicą Półwiejską kursowały w przeszłości tramwaje.

## Odniesienie
Dzielnica Rybaki (lit. Žvejai) znajduje się również w Wilnie i ma podobną genezę – również stanowiła średniowieczną osadę służebną (rybacką). W Wilnie jednak, w odróżnieniu od Poznania, nazwa Rybaki praktycznie wyszła już z użycia.